# Parti japonais de l'innovation (2015)
Pour l’article homonyme, voir Parti japonais de l'innovation (2014).
Le Parti japonais de l'innovation (Nippon Ishin no Kai, abrégé Ishin) est un parti politique japonais fondé en novembre 2015 sous le nom d'Initiatives d'Osaka.
Issu d'une scission du Parti japonais de l'innovation créé en 2014, aussi appelé Parti de la restauration, il reprend son nom après la fusion de ce dernier en mars 2016 avec le Parti démocrate du Japon, ceux-ci formant le Parti démocrate progressiste.

## Résultats électoraux
Résultats des scrutins à la proportionnelle.

### Chambre basse
| Année | Voix      | %     | Rang | Élus     |
| ----- | --------- | ----- | ---- | -------- |
| 2017  | 3 387 097 | 6,07  | 6e   | 11 / 465 |
| 2021  | 8 050 830 | 14,01 | 3e   | 41 / 465 |
| 2024  | 5 105 127 | 9,36  | 3e   | 38 / 465 |

Lors des élections législatives du 27 octobre 2024, le parti passe de 43 sièges à 38, mais il renforce sa présence dans son fief, le Kansai.

### Chambre haute
| Année | Voix      | %     | Rang | Élus     |
| ----- | --------- | ----- | ---- | -------- |
| 2016  | 5 153 684 | 9,20  | 5e   | 12 / 242 |
| 2019  | 4 907 844 | 9,80  | 5e   | 16 / 245 |
| 2022  | 7 845 995 | 14,80 | 2e   | 21 / 248 |